# Nic Kowarsky
Nicolai Nic Gregorovitsch Kowarsky, född 4 augusti 1899 i Riga, ryska Guvernementet Livland, (numera Lettland), död 1 maj 1993,  i Hedvig Eleonora församling, Stockholm, var en rysk-svensk reklamkonstnär, illustratör och formgivare.
Kowarsky föddes i Riga men växte upp i Moskva. I samband med den ryska revolutionen 1917 flyttade familjen till Berlin där han studerade vid Technische Hochschule, samtidigt med sina studier arbetade som reklam, bil- och herrmodetecknare. Han flyttade till Sverige 1933 där han arbetade som reklamtecknare och formgivare till en början arbetade för Nordiska Kompaniet och PUB. Som formgivare skapade han skor för Master och olika möbler för flera snickerifabriker och bilar för svenska General Motors. Som reklamtecknare utförde han uppdrag för Volvo, ABA, Ostermans Aero och för Johnson och Wallenius gjorde han flera fartygsillustrationer. Som illustratör utförde han ett flertal tekniska sprängskisser för tidningar och böcker. Utställningen Fartygets anatomi med hans sprängskisser av fartyg visades på Statens sjöhistoriska museet 1966. För Terrafilm regisserade han kortfilmen På tal om flyg 1946. En minnesutställning med hans teckningar visades på Tekniska museet i Stockholm 1993. Kowarsky är representerad med reklamteckningar och affischer vid ett flertal svenska museer.